# دی‌اتیل‌آلومینیم سیانید
دی‌اتیل‌آلومینیم سیانید (به انگلیسی: Diethylaluminium cyanide) با فرمول شیمیایی C
۴H
۱۰AlCN
Et
۲AlCN یک ترکیب شیمیایی است. که جرم مولی آن 111.12 g/mol می‌باشد. شکل ظاهری این ترکیب، مایع بی‌رنگ است.